# Bajdarata-öböl
A Bajdarata-öböl (oroszul Байдарацкая губа [Bajdarackaja guba]) tengeröböl Oroszországban, a Kara-tenger egyik legnagyobb öble.
A Kara-tenger délnyugati részéből délkelet felé nyúlik be a szárazföldbe. Délnyugaton a Jugor-félsziget, északkeleten és keleten a Jamal-félsziget határolja. 
Hossza 180 km, legnagyobb szélessége 78 km. Az északi sarkkörtől északra terül el, az év legnagyobb részében jég borítja, a jégmentes időszak kb. 3-4 hónapig tart.
Az öbölbe ömlő jelentős folyók: a délnyugati parton a Kara (257 km), az északkeleti parton a Juribej és az öböl déli végében a Bajdarata (123 km).
A partok mentén elterülő szigetek: északon a Ngonjarco- és a Litke-sziget, délnyugaton a part vonalát követő keskeny Toraszavej-sziget és délebbre a Levgyijev-sziget. 
Az öböl fenekén vezet át az a földgázvezeték, melyen a Gazprom a Jamal-félszigeten, a bovanyenkovói gázmezőn kitermelt földgázt szállítja a komiföldi Uhtába. Az összesen 2500 km hosszú távvezetékből a tenger alatti rész 67 km (72 km), a tenger ezen a szakaszon 22–23 m mély.